# Yuma Mori
Yuma Mori (森 夢真 Mori Yuma?), född 2 juli 2001 i Mie prefektur, är en japansk fotbollsspelare.
Mori började sin karriär 2020 i Azul Claro Numazu.